# Mario Galindo
Mario Enrique Galindo Calixto (* 10. August 1951 in Punta Arenas) ist ein ehemaliger chilenischer Fußballspieler. Auf Vereinsebene die meiste Zeit für CSD Colo-Colo aktiv, nahm er mit der Nationalmannschaft seines Heimatlandes auch an den Fußball-Weltmeisterschaften 1974 und 1982 teil.

## Karriere

### Vereinskarriere
Mario Galindo, geboren 1951 in der Stadt Punta Arenas im tiefen Süden Chiles, wurde bereits früh von Talentspähern des heutigen Rekordmeisters CSD Colo-Colo entdeckt und durchlief in der Folge die Jugendabteilungen des Vereins aus der Hauptstadt Santiago. 1971 wurde Galindo, der auf der Position eines Abwehrspielers zu finden war, in die erste Mannschaft aufgenommen und spielte in dieser zunächst bis 1975. In dieser Zeit gelang einmal, 1972, der Gewinn der chilenischen Fußballmeisterschaft. Dieser Titelgewinn wurde erreicht durch einen ersten Platz in der Primera División mit drei Punkten Vorsprung auf Unión Española. Durch die Meisterschaft 1972 war Colo-Colo startberechtigt für die Copa Libertadores 1973. Hier sorgte die Mannschaft von Trainer Luis Álamos für Furore, als man als Erster der Gruppe zwei der zweiten Gruppenphase vor dem paraguayischen Vertreter Club Cerro Porteño sowie Botafogo Rio de Janeiro aus Brasilien als erste chilenische Mannschaft überhaupt das Endspiel in diesem Wettbewerb erreichte. Dort traf das Team um Spieler wie Francisco Valdés, Carlos Caszely oder Sergio Ahumada auf den argentinischen Titelverteidiger von Independiente Avellaneda, dem man erst in der Verlängerung des Entscheidungsspieles unterlegen war. Mario Galindo wurde in allen drei Finalspielen in der Verteidigung von Colo-Colo eingesetzt.
Zur Saison 1976 verließ Mario Galindo Colo-Colo und ging für ein Jahr zu Everton de Viña del Mar, wo in nur einem Jahr erneut der Gewinn der Meisterschaft Chiles heraussprang. Diesmal setzte sich Galindos Mannschaft in einem Endspiel um die Meisterschaft gegen Unión Española mit 0:0 und 3:1 durch, was den dritten Titelgewinn der Vereinsgeschichte darstellte.
Ab 1977 spielte Galindo wieder für Colo-Colo und tat das bis 1982. In dieser Zeit konnten zwei weitere chilenische Meistertitel zur Sammlung des Abwehrspielers hinzugefügt werden. In den Jahren 1979 und 1981 zeigte sich Galindo mit Colo-Colo erfolgreich in der chilenischen Meisterschaft. An die internationalen Erfolge der frühen Siebziger anzuknüpfen vermochte dieses Team des Rekordmeisters jedoch nicht. 1983 unterbrach Mario Galindo seine Aktivität bei Colo-Colo noch einmal für ein Jahr und verbrachte die Primera División 1983 bei den Santiago Wanderers, ehe er zur folgenden Spielzeit wieder zu seinem Heimatverein zurückkehrte, dort noch ein Jahr Fußball spielte und 1984 seine fußballerische Laufbahn im Alter von 33 Jahren beendete.

### Nationalmannschaft
Zwischen 1972 und 1982 brachte es Mario Galindo auf insgesamt 23 Länderspiele für die chilenische Fußballnationalmannschaft. Dabei gelang ihm kein Treffer. Von Nationaltrainer Luis Álamos wurde er ins Aufgebot der Südamerikaner für die Fußball-Weltmeisterschaft 1974 in Deutschland berufen. Bei der Endrunde kam Galindo jedoch nicht zum Einsatz, während die chilenische Auswahl bereits in der Vorrunde in einer Gruppe mit der DDR, der Bundesrepublik Deutschland und Australien als Gruppendritter ausschied.
Acht Jahre später bei der Fußball-Weltmeisterschaft 1982 in Spanien war Mario Galindo noch einmal dabei, wurde aber erneut nicht eingesetzt. Die chilenische Mannschaft schied erneut nach der Vorrunde aus, ohne auch nur einen Punkt geholt zu haben. Nach der Endrunde 1982 beendete Mario Galindo seine Nationalmannschaftskarriere nach 23 Spielen von 1972 bis 1982.

## Erfolge
Chilenische Meisterschaft: 4×
- 1972, 1979 und 1981 mit Colo-Colo
- 1976 mit Everton de Viña del Mar

Chilenischer Pokalsieg: 3×
- 1974, 1981 und 1982 mit Colo-Colo

Finalteilnahme der Copa Libertadores: 1×
- 1973 mit Colo-Colo